# Patricia Mónica Pérez
Patricia Mónica Pérez (Buenos Aires, 14 de julio de 1962) es una activista argentina y la actual Directora Ejecutiva del Instituto Latinoamericano Para la Paz y la Ciudadanía. Fue nueve veces consecutivas nominada al Premio Nobel de la Paz. Fue Secretaria Regional para América Latina y el Caribe del Consejo Internacional de Mujeres (ICW por sus siglas en inglés), Directora del Observatorio Social sobre el impacto del SIDA en América Latina y Presidenta mundial de ICW Global. Es además columnista de opinión en prestigiosos medios de comunicación de Latinoamérica. Es columnista de opinión en los principales medios de Argentina y Latinoamérica como Clarín, Perfil y La Nación

## Infancia y primeros años
Nació el 14 de julio de 1962 en la Ciudad Autónoma de Buenos Aires, Argentina. Su infancia transcurrió en el barrio porteño de San Telmo, donde vivió con su madre y sus tres hermanos menores, todos varones. Es profesora de gimnasia, técnica en Ceremonial y Protocolo y organizadora profesional de congresos.
En 1986, con tan solo 24 años y un hijo pequeño, recibió su diagnóstico de VIH positivo. Por aquel entonces, el VIH/SIDA era considerado una enfermedad mortal y los médicos le comunicaron que le quedaban dos años de vida. El impacto de la noticia la llevó a estar algunos meses sin poder proyectar, sin poder pensar siquiera en el corto o mediano plazo. Poco tiempo después y contando con el apoyo incondicional de su pareja, entendió que quedarse de brazos cruzados no era una opción y se dijo a sí misma: […] Si me voy a morir no será esperando sentada que llegue ese momento. Ese fue el punto de partida en su historia de activismo.

## Inicios del activismo
Poco tiempo después de recibir el diagnóstico decidió entrar en contacto con otras personas en su misma situación, para lo cual acudió al Hospital Francisco Javier Muñiz, en la Ciudad Autónoma de Buenos Aires. Fue allí donde puso en marcha un grupo de voluntarios que durante 10 años funciona ad honorem, en la que semanalmente se atendían las angustias y necesidades de información de sus pares. Mediante este grupo supo detectar que todas las personas viviendo con VIH (PVVS)estaban atravesados por las mismas aflicciones y preocupaciones.
Fue en el mismo Hospital Muñiz en donde tomó contacto con familiares de personas detenidas y en el año 1987 inició el primer grupo de atención a personas privadas de su libertad en Argentina con VIH, lo que la llevó a recorrer las cárceles de la región.
En 1991 concurrió por primera vez al Congreso de Personas Viviendo con VHI (PVVS) que se realizó en la ciudad de Londres. En esa oportunidad participó de una manifestación que convocó a más de 10.000 ciudadanos que reclamaban por los derechos de las PVVS.
Estos acontecimientos hicieron que su vida tomara como rumbo definitivo el abrazar apasionadamente esta causa por el empoderamiento de las mujeres positivas para lograr que su voz se escuche en todo el mundo y sea más fuerte que las injusticias, el estigma y la discriminación a las que son sometidas a diario.

## Trayectoria
En el año 1994 la nombraron representante de ICW Argentina, país en el que coordinó durante siete años el proyecto "Nombres Argentina", en el que se confeccionaron mantas conmemorativas de personas viviendo con VIH.
Entre 1998 y 2003 Pérez fue Secretaria Regional para América Latina y el Caribe de ICW. En ese tiempo también fue Vicepresidenta de Foro de ONGs que luchan contra la discriminación de Argentina. En el año 2000 pasó a ser Directora del Observatorio Social sobre el impacto del SIDA en América Latina.
En 2003 integró la Junta Directiva Internacional de ICW para luego ser elegida Secretaria Regional de ICW Latina.
Durante 2006 y 2007 fue miembro de la Coalición de primeras damas y Mujeres Líderes de América Latina en Mujer y SIDA. En 2007, Patricia Pérez recibió su primera de nueve nominaciones consecutivas al premio Nobel de Paz. Entre 2008 y 2009 fue Vicepresidenta de dicha Coalición y en 2010 lanzó la campaña mundial Más Paz Menos SIDA. Como consecuencia de su trabajo y nominaciones Nobeles, en 2010 la Oficina Internacional de la Paz aceptaba a ICW Global como socio internacional. Así la red se convirtió en la primera ONG que trabaja para dar respuesta al SIDA dentro del Movimiento Mundial de la Paz.
De 2009 a 2012, Pérez se convirtió en la Presidenta de ICW Global desde donde ha impulsado la creación de grupos de mujeres positivas en más de 40 países del mundo en África, Asia y Latinoamérica.
En la actualidad es la Presidenta Mundial de Fundación Mas Paz Menos SIDA y la Directora del Instituto Latinoamericano para la Paz y la Ciudadanía (ILAPyC), desde donde impulsa la reducción de la violencia cotidiana y la construcción de ciudadanía en Latinoamérica y en el mundo.

## Premios, distinciones y nominaciones
- Mujer del año en Derechos Humanos y Paz (Fundación She Is, 2021)
- Nominación al Premio Nobel de la Paz. Nominan las Defensoras del Pueblo Adjuntas Lidia Saya y María América González (2015)
- Nominación al  Premio Nobel de la Paz. Nómina la senadora Gabriela Michetti y el Legislador Cristian Ritondo (2014)
- Nominación al  Premio Nobel de la Paz. Propuesta por el Consejo Nacional de Periodismo de Panamá y la Universidad Latina de Panamá (2013)
- Distinción de la Fundación AVON en la entrega del Premio Mujeres Solidarias 6.ª Edición (2013)
- Nominación al  Premio Nobel de la Paz. Propuesta por el Dr. Torcuato Sozio, Presidente de la Universidad Di Tella en Argentina (2012)
- Distinción Mujer Protagonista 2012. Diario Clarín Argentina (2012)
- Personaje del año Revista Gente – Argentina (2012)
- Mujer destacada Revista Gente – Perú (2012)
- Premio Anual Trébol de Plata en compromiso social. Otorgado por Rotary Club Internacional Argentina, Buenos Aires, Argentina. (2012)
- Postulada por la Embajada de EE. UU. en Argentina al reconocimiento internacional Mujer Coraje que entrega el Departamento de Estado de los Estados Unidos (2012)
- Nominación al  Premio Nobel de la Paz. Propuesta por las Diputadas Gabriela Michetti y Lidia Saya Presidenta de la Comisión  del MERCOSUR en Argentina y de la Comisión de Salud de Legislatura CABA (2011)
- Premio My Hero por la lucha contra el SIDA entregado por la Fundación Aid for Aids International (2011)
- Personaje del año 2011  - Revista Gente Argentina (2011)
- Los Mejores del año 2011  - Revista Gente Perú (2011)
- Reconocimiento Latin American Quality Awards 2011 Master in Total Quality Administration 2011 otorgado por LAQUI Institute – Panamá (2011)
- Nominación al  Premio Nobel de la Paz. Propuesta por el Profesor Alejandro Verano (2010)
- Nominación al  Premio Nobel de la Paz. Propuesta por Margarita Cedeño de Fernández primera dama de la República Dominicana (2012)
- Nominación a “Donna of the Year” (Italia). Propuesta por la Universidad Nacional de Río Negro.
- Labor social destacada por el Club Atlético River Plate
- 'Nominación al Premio Nobel de la Paz. Propuesta por el Dr. Ginés González García, Ministro de Salud de Argentina (2008)
- Sin Moldes ni Patrones. Distinción de la Comisión de la Mujer de la Legislatura de Bs. As (2008)
- Personalidad Destacada de la Provincia de Buenos Aires Otorgado por Cámara de Diputados de la Provincia de Buenos Aires (2008)
- Personalidad Destacada en DD.HH. de la Ciudad de Buenos Aires. Otorgado por la Legislatura Porteña. (2008)
- Premio Roberto Jáuregui por la lucha contra el SIDA. (2008)
- Nominación al Premio Nobel de la Paz. Propuesta por la primera dama de Honduras, doña Xiomara Castro de Zelaya (2007)
- Personalidad Destacada en DD.HH. de la Ciudad de Buenos Aires. Otorgado por la Legislatura Porteña (2007)
- Premio Mujer del año, 5ª Edición UXOR (2007)
- Reconocimiento a su trayectoria, otorgado por la Sociedad Argentina de SIDA en el 7º Congreso Argentino de SIDA (2005)
- Embajadora de los Derechos Sexuales y Reproductivos otorgado por el Instituto Argentino Social y Político de la Mujer (2004)